# Клятва в зале для игры в мяч

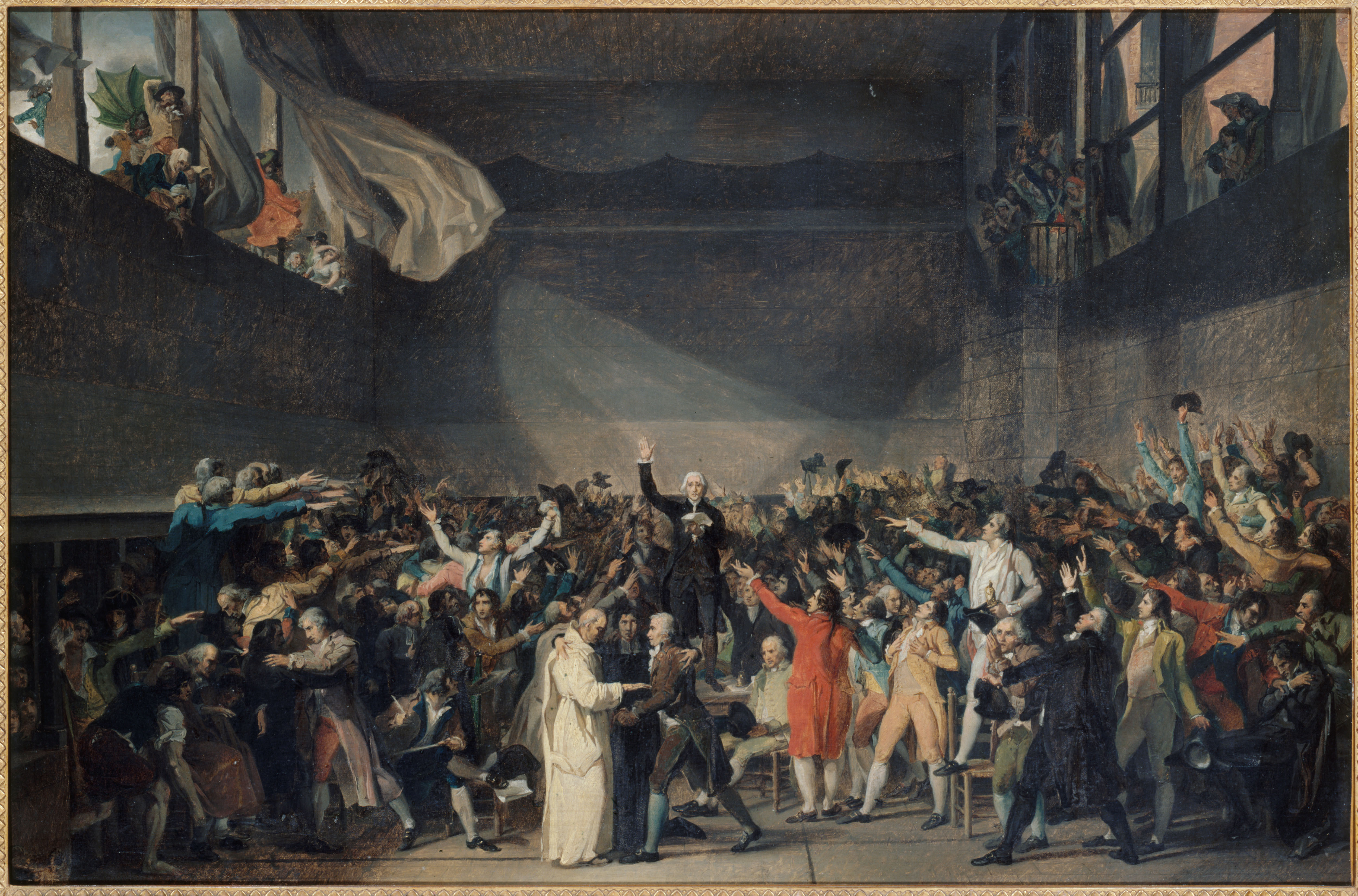
Эскиз к картине Давида, над которой он работал с 1790 по 1794 год

Клятва в зале для игры в мяч (фр. Serment du jeu de paume) — первое открытое выступление третьего сословия против короля в самом начале Великой французской революции, происшедшее в версальском зале для игры в мяч 20 июня 1789 года.

## История
На Генеральных штатах 1789 года наиболее радикальная группа депутатов, представляющая третье сословие, 17 июня стала именовать себя Учредительным собранием. Через три дня, явившись в зал заседаний, депутаты обнаружили его дверь запертой, с приставленным к ней караулом, — по королевскому приказу (не связанному, впрочем, с политикой: у короля был траур по сыну, умершему 4 июня в возрасте семи с половиной лет от туберкулёза).
Не зная причин запрета и опасаясь начала репрессий, 577 депутатов во главе с Байи собрались в близлежащем зале для игры в жё-де-пом, который принадлежал брату короля. Там они принесли торжественную присягу не расходиться и собираться всюду, где потребуют обстоятельства, до тех пор, пока не будет создана и утверждена на прочных основаниях конституция королевства. За проголосовали 576 присутствующих из 577. Единственным депутатом, отказавшимся дать присягу, был Жозеф Мартен-Дош, представитель от Кастельнодари. Текст присяги составил нотариус Жан-Батист Бевьер.
Тем самым третье сословие открыто продемонстрировало непослушание воле Людовика XVI, который соблюдал траур по своему старшему сыну и по стародавней традиции считал какие-либо общественные сборища в это время неуместными. Мотивы запрета на собрание депутатам, правда, в то время не были известны. Следуя клятве, они продолжали ежедневно собираться в зале для игры в мяч, пока по настоянию короля к ним не присоединились представители дворянства и духовенства.